# زوج طابع مقلوب "بالبيزو"
زوج طابع مقلوب "بالبيزو" من بوينس آيرس 1859، فئة 1 بنس، والمعروف أيضًا باسم زوج تيت بيتش "بالبيزو"، هو العينة الوحيدة المعروفة لخطأ طباعة بالمقلوب على طابع بريد باركيتوس الصادر عن دولة بوينس آيرس ذات السيادة.
صُنعت الألواح الأصلية من 48 كليشيهًا نمطيًا. في مرحلة ما، أُزيلت الكليشيهات وأُعيد تثبيتها على القاعدة الخشبية. خلال هذه العملية، أُعيد لصق أحد الكليشيهات رأسًا على عقب، مما أدى إلى خطأ "طابع مقلوب" في الموضع 33 (الصف 5، الطابع 1)، والذي يُقرن بطابع الاتجاه الصحيح من الموضع 41 (الصف 6، الطابع 1). يختلف هذا الخطأ عن أنواع طباعة "طابع مقلوب" الناتجة عن طريقة الطباعة بالتدوير، لأن أخطاء الكليشيهات أخطاء حقيقية، بينما أنواع طباعة "طابع مقلوب" ناتجة عن هذهِ الطريقة.

## التاريخ
سُميت طوابع باركيتوس بهذا الاسم نسبةً إلى الباركيتوس، أو السفن الصغيرة، التي تُشكّل الصورة المركزية للطوابع. صدرت لأول مرة في أبريل من عام 1858، بفئات 2، 3، 4 و5 بيزو، باللون الأزرق، والأخضر، والأحمر، والبرتقالي على التوالي. في ذلك الوقت، كان سعر الحرف الواحد الأساسي 2 بيزو، ولكن في أكتوبر، خُفّضت أسعار البريد، مما استدعى إصدار طابعين إضافيين. نظرًا لضيق الوقت، قررت دار السك تعديل لوحات 4 و5 بيزو لإنشاء طابعين من فئة 1 بيزو و4 ريالات (نصف بيزو) على التوالي. توجد حالات تزوير للطوابع العادية، وقد وُثّقت جيدًا في عام 1882.
صُنعت الألواح الأصلية من 48 كليشيهًا نمطيًا، بعرض ثمانية طوابع وعمق ستة طوابع، مثبتة على قاعدة خشبية بمسمار نحاسي صغير في كل زاوية من زوايا الكليشيهات. تظهر المسامير كثقوب بيضاء في التصميم، غائرة أسفل مستوى كل كليشيه معدني. بقيت ألواح القيمة صلبة على القوالب الأصلية، ومن هذه المصفوفات الأربع صُنعت القيم الأربع. نُقشت الفئة في المناطق الصلبة من كل مصفوفة: "Dos Ps" و"Tres Ps" و"Cuato Ps" و"Cinco Ps". من هذه المصفوفات، نُقشت الكليشيهات الـ 48 وثبتت على القاعدة الخشبية. تتيح ثقوب التثبيت والعيوب الفريدة تحديد مواقع الألواح المختلفة.
في يونيو 1864، تم بالفعل ذكر حقيقة وجود بعض التعديلات على ألواح هذهِ الطوابع في أول مجلة طوابع مخصصة في العالم، (مجلة هواة جمع الطوابع الشهرية Stamp Collectors' Review and Monthly Advertiser).
حتى طوابع باركيتوس الخالية من الأخطاء الملحوظة تُعتبر كلاسيكية رائعة وذات قيمة عالية. كانت هذه الطوابع هي الأعلى سعرًا كما ادرجت في إصدار عام 1868 من دليل سكوت للطوابع البريدية، وبحلول إصدار عام 1940 من دليل سكوت قيمت بمبلغ 3000 دولار أمريكي.

## التعديلات
لإنشاء الفئتين الجديدتين، عُدِّلت كلُّ عبارةٍ شائعة. حُوِّلت قيمة 5 بيزو إلى 1 بيزو بتعديل نص "Cinco Ps"، بإزالة حرفي "C" و"co" ليصبح "In Ps". حُوِّلت قيمة 4 بيزو إلى 4 ريالات بإزالة جزء من نص "Cuato Ps". في البداية، أُزيل المنحنى السفلي لحرف "P" ليصبح "rs"، ثم عُدِّلت مجددًا بإزالة حرفي "Cu" و"o" من "Cuato"، ليصبح "T rs"، وهو أقرب تقريب لـ "1 rs".

## المنشأ
عُرض هذا الزوج من الطوابع عام 1986 ضمن عروض أرستقراطيي هواة جمع الطوابع في معرض أميريبكس، ثم في معرض أنفيليكس عام 1996. كانا مملوكين سابقًا لألفريد هـ. كاسباري حتى عام 1958، ولارس أموندسن، وجوزيف شاتزكيس، وجون روبرت بوكر الابن، وغابرييل سانشيز. كما ظهرا في موسوعة ليون نورمان ويليامز للطوابع النادرة والمشهورة. بِيعَ زوج الطوابع الرأسي "طابع مقلوب" من كاسباري في مزاد عام 2008 مقابل 575 ألف دولار أمريكي.

## مثال آخر
في حين أن طابع البريد "In Ps" من بوينس آيرس، فئة بنس واحد، الصادر عام 1859، هو الطابع العمودي الوحيد المعروف، فقد سُجِّل لأول مرة طابع أفقي في الموضعين 33 و34 في مجموعة فيليب فون فيراري. ثم اقتناه ألفريد إف. ليختنشتاين عام 1923. ثم عرضه ليختنشتاين عام 1940 في احتفالات الذكرى المئوية لإصدار الطوابع البريدية، التي أقامها نادي هواة جمع الطوابع في نيويورك. لم يُشاهد طابع البريد الأفقي من فيراري وليختنشتاين منذ عام 1940، ويُعتقد أنه فُقد في عالم جمع الطوابع.